# Rudolf Trenz
Rudolf Trenz (* 10. Juni 1882 in Spiesen; † 6. Januar 1966 in Völklingen) war ein saarländischer Politiker der Zentrumspartei und später der CVP.
Trenz, Sohn eines Steigers, besuchte nach der Volksschule die bergmännische Fortbildungsschule, die Bergschule in Neunkirchen und schließlich die Hauptbergschule in Saarbrücken und ließ sich in den Bergwerken in Heinitz und Luisenthal praktisch ausbilden, um den Beruf seines Vaters zu erlernen. Von 1904 an war er als Steiger und Fahrsteiger auf der Grube Luisenthal tätig. 1925 wechselte er in den Beruf des selbständigen technischen Kaufmannes und war als Konstrukteur von Gasheizungen aktiv. Diesen Beruf übte er bis 1935 aus, bis dahin war Trenz auch erster Kreisdeputierter des damaligen Kreises Saarbrücken-Land. 1940 wurde er Rendant der Pfarrei St. Eligius in Völklingen. 1946 wurde in den Rat der neu errichteten Pfarrei Völklingen-Fürstenhausen gewählt. Dem Landtag des Saarlandes gehörte Trenz, der zwischenzeitlich Kreisvorsitzender der CVP wurde, von 1947 bis 1955 an. Dabei war er lange Jahre Schriftführer und von Ende Oktober 1950 bis April 1951 auch Vorsitzender der CVP-Fraktion. Von 1949 bis 1956 amtierte er zudem als ehrenamtlicher Bürgermeister von Völklingen.

## Ehrungen
- Rudolf-Trenz-Straße in Völklingen (2009)[1]